# فروردین ۱۳۸۶

## پنج‌شنبه: ‎۳۰ فروردین۱۳۸۶(۱۹ آوریل۲۰۰۷)
- سد سیوند آبگیری شد. خبرگزاری مهر

## دوشنبه: ‎۲۷ فروردین۱۳۸۶(۱۶ آوریل۲۰۰۷)
- ۳۲ نفر در دانشگاه ویرجینیای آمریکا به قتل رسیدند

حداقل ۳۲ نفر توسط یک فرد مسلح در دانشگاه فنی ویرجینیای آمریکا کشته و ۲۱ نفر دیگر نیز زخمی شدند. این تاکنون مرگبارترین کشتار در یک مؤسسه آموزشی در تاریخ آمریکا بوده است.
سی‌ان‌ان ،
بی‌بی‌سی، جام‌جم آنلاین

## دوشنبه: ‎۲۰ فروردین۱۳۸۶(۹ آوریل۲۰۰۷)
- خبر خوش هسته‌ای ایران اعلام شد

محمود احمدی‌نژاد اعلام کرد ایران وارد گروه کشورهای تولیدکننده صنعتی سوخت هسته‌ای شده‌است.
خبرگزاری فارس، بی‌بی‌سی

## چهارشنبه: ‎۱۵ فروردین۱۳۸۶(۴ آوریل۲۰۰۷)
- ایران ملوانان بریتانیایی را آزاد کرد

هشت ملوان و هفت تفنگدار دریایی بریتانیایی پس از آنکه دوازده روز را در ایران در بازداشت سپری کردند آزاد شدند. بی‌بی‌سی

## سه‌شنبه: ‎۱۴ فروردین۱۳۸۶(۳ آوریل۲۰۰۷)
- رکورد سرعت قطار شکسته شد

یک قطار آزمایشیِ ت ژ و در خط پرسرعتِ تازه افتتاح‌شدهٔ پاریس-استراسبورگ به سرعتی معادل ۵۷۴٫۸ کیلومتر در ساعت دست یافت. دویچ وله

## شنبه: ‎۱۱ فروردین۱۳۸۶(۳۱ مارس۲۰۰۷)
- سومین ناو هواپیمابر آمریکا در راه خلیج‌فارس

پنتاگون در بیانیه‌ای از عزیمت ناو هواپیمابر «نیمیتز» و کشتی‌های پشتیبان آن به خلیج فارس سخن گفت. این ناو هواپیمابر اتمی به دو ناو دیگر «جان سی استنیس» و همچنین ناو «دی وایت دی آیزنهاور» که پیشتر به منطقه خلیج فارس اعزام و در آن مستقر شده‌اند، خواهد پیوست. خبرگزاری آفتاب

## جمعه: ‎۱۰ فروردین۱۳۸۶(۳۰ مارس۲۰۰۷)
- حملهٔ نظامیان انگلیسی به سرکنسولی ایران در بصره

وزارت امور خارجه جمهوری اسلامی ایران از حمله و تیراندازی نیروهای نظامی انگلیسی به سمت ساختمان سرکنسولگری ایران در بصره خبر داد. خبرگزاری فارس

## چهارشنبه: ‎۸ فروردین۱۳۸۶(۲۸ مارس۲۰۰۷)
- تعلیق روابط رسمی بریتانیا با ایران

دولت بریتانیا اعلام کرد که تا زمان آزادی ملوانان و تفنگداران بازداشت‌شده این کشور توسط ایران، روابط رسمی خود با ایران را به حالت تعلیق درمی‌آورد. بی‌بی‌سی، رویترز

## شنبه: ‎۴ فروردین۱۳۸۶(۲۴ مارس۲۰۰۷)
- تشدید تحریم‌ها علیه ایران

شورای امنیت سازمان ملل متحد با تصویب قطعنامه‌ای تحریم‌ها علیه ایران را (به خاطر ادامهٔ غنی‌سازی اورانیوم) شدت بخشید. بی‌بی‌سی، وب‌گاه خبری سازمان ملل متحد،
متن قطعنامه ۱۷۴۷ (فایل pdf)